# Sopwith 1½ Strutter
Sopwith 1½ Strutter là một loại máy bay hai tầng cánh đa năng của Anh trong Chiến tranh thế giới I. Nó chủ yếu được Anh sử dụng làm máy bay tiêm kích.

## Biến thể
Sopwith Type 9400
Sopwith Type 9700
Sopwith Hai chỗ
Sopwith 1½ Strutter
Sopwith Comic
Ship Strutter
SOP. 1
LeO 1
So-shiki Model 1
So-Shiki Model 2

## Quốc gia sử dụng

### Quân sự
Afghanistan
- Không quân Afghanistan[2]

 Úc
- Quân đoàn Không quân Australia

 Bỉ
- Aviation Militaire Belge.[3]

 Brasil
- Escola de Aviação Militar

 Estonia
- Không quân Estonia

 Pháp
- Aéronautique Militaire
- Aeronavale

 Hy Lạp
- Hải quân Hy Lạp

 Nhật Bản
- Không quân Lục quân Đế quốc Nhật Bản

 Latvia
- Không quân Latvia
- Aizsargi

 Lithuania
- Không quân Litva

 México
- Arma de Aviación Militar

 Hà Lan
- Luchtvaart Afdeling

 Ba Lan
- Không quân Ba Lan

 România
- Không quân Hoàng gia Romania

 Nga
- Không quân Đế quốc Nga và lực lượng Bạch vệ

 Liên Xô
- Không quân Liên Xô

 Ukraina
 Anh Quốc
- Quân đoàn Không quân Hoàng gia[5]
- Cục Không quân Hải quân Hoàng gia

 Hoa Kỳ
- Cục Hàng không, Binh chủng thông tin Hoa Kỳ
- Lực lượng Viễn chinh Hoa Kỳ
- Hải quân Hoa Kỳ[6]

### Dân sự
Argentina
 Pháp
 Nhật Bản
 Thụy Điển
 Thụy Sĩ
 Anh Quốc

## Tính năng kỹ chiến thuật (1½ Strutter)

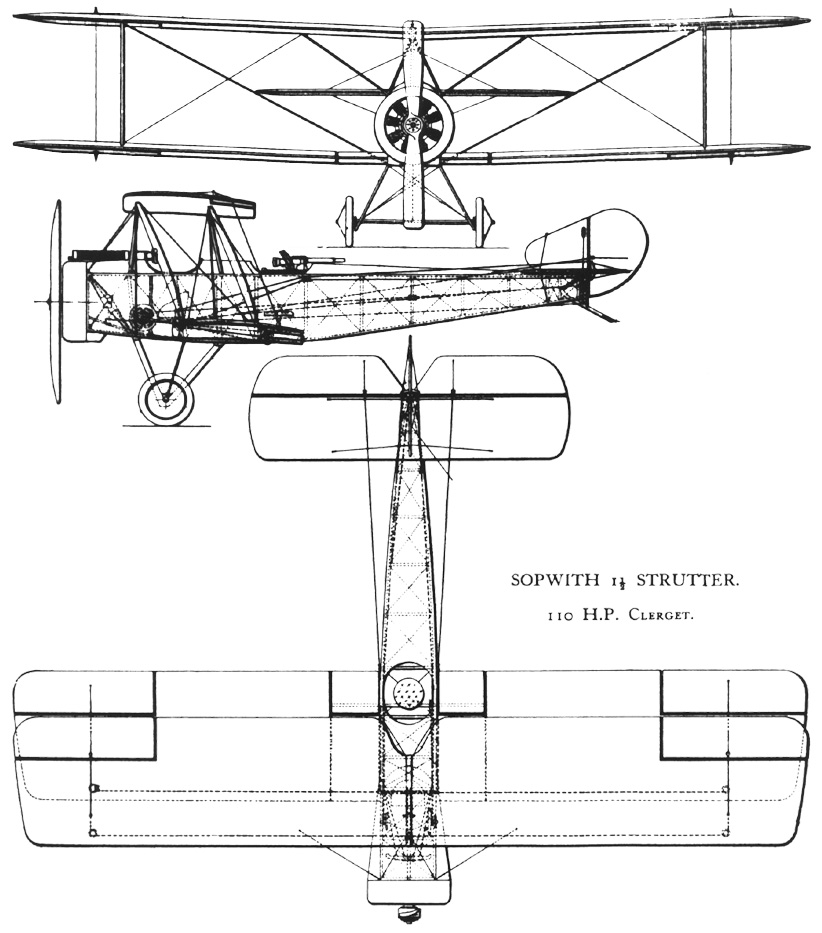
Sopwith 1½ Strutter

Dữ liệu lấy từ British Aeroplanes 1914-18
Đặc điểm tổng quát
- Kíp lái: 2
- Chiều dài: 25 ft 3 in (7,70 m)
- Sải cánh: 33 ft 6 in (10,21 m)
- Chiều cao: 10 ft 3 in (3,12 m)
- Diện tích cánh: 346 ft² (32,16 m²)
- Trọng lượng rỗng: 1.305 lb (593 kg)
- Trọng lượng có tải: 2.149 lb (975 kg)
- Trọng lượng cất cánh tối đa: 2.150 lb (977 kg)
- Động cơ: 1 × Clerget 9B, 130 hp (97 kW)

 Hiệu suất bay 
- Vận tốc cực đại: 100 mph (87 knot, 161 km/h) trên độ cao 6.500 ft (1.980 m)
- Thời gian bay: 3¾ h
- Trần bay: 15.500 ft (4.730 m)
- Lên độ cao 6.500 ft (1.980 m): 9 phút 10 giây

Trang bị vũ khí

- Súng: 

  - 1 × Súng máy Vickers .303 in (7,7 mm)
  - 1 × Súng máy Lewis.303 in (7,7 mm)
- Bom: 130 lb (60 kg) bom